# Freie Schule Heckenbeck
Die Freie Schule Heckenbeck ist eine staatlich genehmigte Ersatzschule von besonderer pädagogischer Bedeutung in Heckenbeck, einem Ortsteil von Bad Gandersheim. Sie ist Mitglied im Bundesverband der Freien Alternativschulen und in der European Democratic Education Community (EUDEC).

## Geschichte
1999 wurde der Trägerverein Aktives Lernen & Leben e. V. gegründet. Ziel war die Schaffung alternativer Bildungseinrichtungen für Bad Gandersheim und Umgebung mit besonderem pädagogischen Profil.
Im Sommer 2001 startete die Freie Schule Heckenbeck als Grundschule mit 14 Kindern, im Oktober 2002 der Kindergarten Pusteblume in unmittelbarer Nachbarschaft zur Schule in gleicher Trägerschaft.
Im Sommer 2004 wurde die Zulassung für die Sekundarstufe (zusammengefasste Haupt- und Realschule) erteilt.

## Besonderheiten

### Altersübergreifendes Lernen
Die Freie Schule Heckenbeck arbeitet altersübergreifend, das heißt, die Kinder lernen in der 1. bis 10. Jahrgangsstufe in drei Gruppen Primaria (ca. 6 bis 9 Jahre), Sekundaria (ca. 9 bis 13 Jahre) und Tertia (ca. 13 bis 17 Jahre). Die Übergänge zwischen den Gruppen sind fließend. Zudem können auch verschiedene Funktionsbereiche und Angebote gemeinsam genutzt werden.

### Pädagogische Grundlagen
Die pädagogische Arbeit orientiert sich vor allem an den Erfahrungen von Maria Montessori und dem Ehepaar Rebeca Wild und Mauricio Wild als auch an anderen reformpädagogischen Ansätzen.

### Selbstbestimmtes Lernen
Besonderes Kennzeichen der Freien Schule Heckenbeck ist die Möglichkeit für Kinder vom 3. bis zum 17. Lebensjahr, aktiv und selbstbestimmt zu lernen.
Die Kinder und Jugendlichen organisieren sich ihren Schulalltag selbst. Sie können in den verschiedenen Funktionsbereichen (unter anderem Mathematik-, Sprach-, Weltbereich, Kreativ- und Musikraum, Werkstatt und Labor) selbstständig arbeiten oder an Angeboten teilnehmen.

### Abschluss
Es besteht die Möglichkeit, einen Haupt- oder (erweiterten) Realschulabschluss zu absolvieren.

### Kooperation mit dem Kindergarten
In enger Kooperation zwischen Kindergarten und Schule haben die Kindergartenkinder ab dem 5. Lebensjahr die Möglichkeit, die Schule zu besuchen. So ist ein weicher Schuleinstieg möglich. Ebenso können auch die Kinder der Primaria immer mal wieder in ihren ehemaligen Kindergarten zurückkehren.

### Finanzierung
Die Schule finanziert sich durch Elternbeiträge (Schulgeld), der Finanzhilfe vom Land Niedersachsen und ehrenamtliches Engagement.